# إدوارد ن. هاينز
إدوارد ن. هاينز (بالإنجليزية: Edward N. Hines)‏ ا (13 يناير 1870 سانت لويس- في 4 يونيو 1938) كان عضوًا في لجنة طرق مقاطعة واين (من مقاطعة وين، ميشيغان)، من عام 1906 إلى عام 1938. زاول أعمال الطباعة منذ 1989 وبقي فيها حتى وفاته، وهو واحد من كبار المبتكرين في تطوير الطرق.

## الحياة المهنية
كدراج في عام 1890، شكل «منظمة الطرق الجيدة» في ميشيغان التي دعت إلى تطوير طرق المقاطعة. أدى ذلك إلى إقرار قانون طريق مقاطعة في عام 1893، وتغيير في دستور ميشيغان في عام 1894. خلال هذا الوقت، كان هاينز رئيسًا لنادي ديترويت ويلمن للدراجات، قنصل رئيسي لقسمة ميشيغان لرابطة ويلمن الأمريكية،  ونائب رئيس رابطة ويلمن الأمريكية.
تم تعيين هاينز في مجلس طرق مقاطعة واين في بدايته في عام 1906، إلى جانب هنري فورد وكاسيوس آر بنتون. في عام 1909، كان هاينز مسؤولاً عن بناء أول ميل كامل من رصيف الطريق الخرساني في العالم، وهو امتداد طريق وودوارد بين طريق «الأميال الستة» وطريق «الأميال السبعة» في ديترويت. 
صمم هاينز مفهوم رسم خط أسفل مركز الطريق لفصل حركة المرور في اتجاهين متعارضين. جاءت الفكرة إليه بعد مشاهدة عربة حليب مسربة تترك أثراً في الشارع. تم استخدام خطوط الوسط المطلية لأول مرة في عام 1911 على طريق النهر في ترينتون، في مقاطعة وين. ومنذ ذلك الحين تم الاعتراف بهذه الفكرة البسيطة باعتبارها واحدة من أهم أجهزة السلامة المرورية في تاريخ النقل على الطرق السريعة.  إزالة الثلوج من الطرق العامة من ابتكارات هاينز.
شكل هاينز، إلى جانب ويليام إي. ميتزجر وآخرون، نادي ديترويت للسيارات في عام 1916. كان هاينز رائدًا وطنيًا في مفهوم حقوق الطرق السريعة. كان له دور أساسي في حركات تجميل الطرق السريعة من خلال القضاء على خطوط الكهرباء واللوحات الإعلانية  في العشرينات من القرن الماضي، كان هاينز رائدا في حركة الحصول على الأراضي على طول نهر هورون ‏ ونهر روج ‏ بغرض تحويلها إلى متنزهات. في عام 1937، تم تغيير اسم ميدل روج باركواي إلى إدوارد ن. هاينز باركواي، على شرفه.

## الإنجازات والجوائز
- 1909: بناء أول ميل كامل من رصيف الطريق الخرساني
- 1911: استخدام خطوط الوسط المطلية لأول مرة
- 1912: تنظيم أول برنامج لإزالة الثلوج من الطرق العام

- 1935: حصل هاينز على جائزة جورج إس بارتليت لمساهمته البارزة في تقدم الطرق السريعة.[15]

- 1972: تقليده في قاعة الشرف لخدمات النقل في ميشيغان في عام 1972
- 2011: حصل هاينز على جائزة باول ميكسينار «التصميم لوظيفة».[16]

## روابط خارجية
- «التسلسل الزمني لأوليات السلامة في السيارات» في: كتاب دكتور جوين